# Hodočasnik (album)
Hodočasnik je studijski album hrvatskog pjevača Marka Perkovića Thompsona, objavljen 13. lipnja 2025. godine u izdanju Croatia Recordsa.
CD-izdanje albuma dostupno je u digipak omotu s bogato opremljenom knjižicom koja na 20 stranica sadrži tekstove svih pjesama.

## Pripreme
Prije službenog objavljivanja albuma, Thompson je objavio nekoliko pjesama, uključujući: „Ako ne znaš šta je bilo”, „Nepročitano pismo”, „Devedeset neke” i dr.  Pjesma „Kralj Tomislav” neovlašteno je puštena u javnost, što je dovelo do promjena u promocijskom planu. Izvorno je bila planirana objava pjesme „Preskočena crta” kao sljedeće pjesme.

## Promocija
Prva velika izvedba pjesama s albuma održana je na koncertu Thompsona na zagrebačkom Hipodromu 5. srpnja 2025., pred pola milijuna ljudi. Sljedeće predstavljanje albuma bit će na koncertu u na sinjskom hipodromu, 4. kolovoza 2025., a očekuje se 150 tisuća posjetitelja.

## Popis pjesama
Album sadrži dvanaest skladbi:
1. „Ustani iz sjene” (3:57)
2. „Ravnoteža” (4:34)
3. „Oluja” (6:01)
4. „Nepročitano pismo” (6:10)
5. „Kralj Tomislav” (6:59)
6. „Devedeset neke” (5:33)
7. „Ako ne znaš šta je bilo” (4:59)
8. „Slike Bleiburga” (6:14)
9. „Preskočena crta” (5:31)
10. „Zagora” (6:34)
11. „Gospin dom” (4:55)
12. „Život” (5:53)

## Ljestvice
| Ljestvica (2025.)            | Plasman |
| ---------------------------- | ------- |
| Austrija (Ö3 Austria)        | 54.     |
| Hrvatski domaći albumi (HDU) | 1.      |

## Vanjske poveznice
- Hodočasnik na Croatia Recordsu